# Phaeomolis vampa
Phaeomolis vampa är en fjärilsart som beskrevs av William Schaus 1910. Phaeomolis vampa ingår i släktet Phaeomolis och familjen björnspinnare. Inga underarter finns listade i Catalogue of Life.